# Fridiano Cavara
Fridiano Cavara ( * 1857 – 1929) fue un profesor, embriólogo, micólogo, y fitopatólogo italiano.
Terminó su formación científica en las Universidades de Pavia, Florencia y en Cagliari.
Se estableció en el Departamento de Botánica de Catania, y allí constituyó un herbario, especialmente de los hongos de Lombardía, y posteriormente se dedicó al estudio y a las investigaciones de la flora y la vegetación siciliana. Y fue su director de lo que es actualmente el Jardín botánico de la Universidad de Catania, como Prefecto y curador, desde 1901 a 1906.
También fundó la "Estación Experimental para las Plantas Medicinales de Nápoles".

## Algunas publicaciones
- 1886. Sulla Flora fossile di Mongardino studj stratigrafici e paleontologici
- 1977. Fertilization at a distance in Ginkgo biloba L. and Araucaria bidwilli Hook.. 10 pp.

### Libros
- 1888. Intorno al disseccamento dei grappoli della vite (Peronospora viticola, Coniothyrium diplodiella e nuovi ampelomiceti italici). Ed. Tip. Bernardoni di C. Rebeschini. 33 pp.
- 1889. Matériaux de mycologie Lombarde. 23 pp.
- 1899. Lilium villosum (Perona) Cav. Nuova gigliacea della flora alpina. 19 pp.
- 1899. Studi sul the: ricerche inforno allo suiluppo del frutto della " Thea chinensis" Sims, coltivata nel r. orto botanico di Pavia. Ed. Bernadoni di C. Rebeschini. 62 pp.
- 1907. I nuovi orizzonti della botanica. Ed. Stab. Tipo. della R. Universita. 38 pp.
- 1907. Ricerche intorno al ciclo evolutivo di una interessante forma di Pleospora herbarum (Pers.) Rab. Ed. R.Friedlander. 31 pp.
- 1919. Funghi mangerecci e funghi velenosi. Ed. U. Hoepli, 2ª edición. 230 pp. 1ª edición 1897, con 190 pp.
- 1934. Funghi e tartufi: descrizione, coltivazione, conservazione (industriale e domestica). Ed. Hoepli. 270 pp.; 4ª edición de 1943 (284 pp.); 5ª edición de 1951 (286 pp.)

## Honores
- Miembro de la "Sociedad de los Naturalistas de Nápoles"
- Miembro honorario de la "Academia Nacional de Ciencias Antonio Alzate", de México
- Miembro honorario de la "Academia Nacional de Ciencias de Córdoba", Argentina

- La abreviatura «Cavara» se emplea para indicar a Fridiano Cavara como autoridad en la descripción y clasificación científica de los vegetales.[2]